# کیکاوا هیروایه

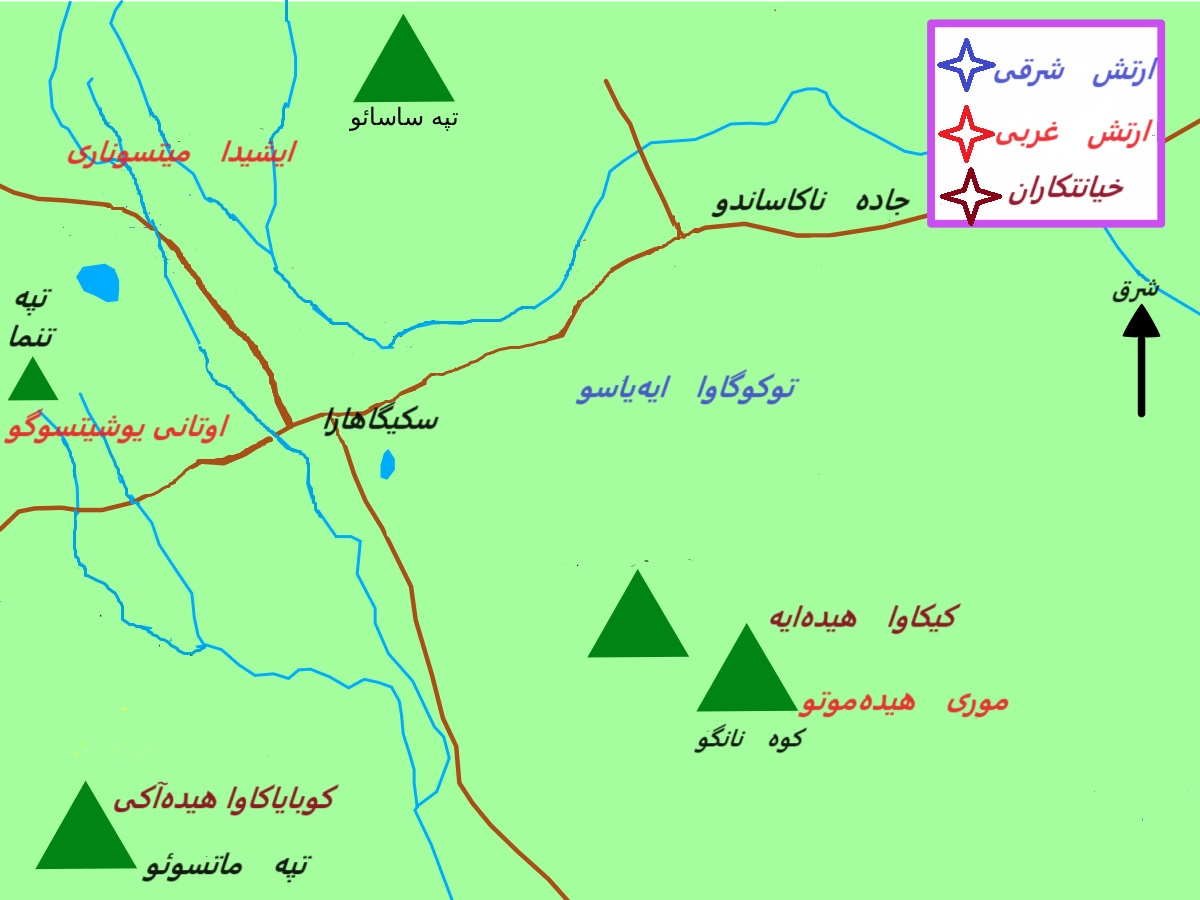
محل استقرار کیکاوا هیروایه در نبرد سکیگاهارا در کنار موری هیده‌موتو در سمت راست نقشه با رنگ بنفش مشخص شده‌است.

کیکاوا هیروایه (به ژاپنی: 吉川 広家 Kikkawa Hiroie) (۱۶۲۵–۱۵۶۱ میلادی) یک دایمیو در دوره سنگوکو و اوایل دوره ادو بود. از ملازمان  موری تروموتو، فرزند کیکاوا موتوهارو و نوهٔ موری موتوناری رهبر خاندان موری بود. پدر وی کیکاوا موتوهارو در اصل از خاندان موری بود اما توسط خاندان کیکاوا به فرزندخواندگی پذیرفته شده بود؛ بنابراین این دو خاندان با هم رابطه خانوادگی داشتند. هیروایه در آن زمان مسن‌ترین و قدرتمندترین عضو خاندان بود، بنابراین او شخصیت اصلی خاندان بود که به‌طور اساسی خاندان موری را در آن زمان سازمان می‌داد.
او جزو سپاهیانی بود که در نبرد سکیگاهارا در جبهه سپاه غربی بودند اما در عمل در جنگ شرکت نکرده و به نفع توکوگاوا ایه‌یاسو عمل کردند. همسر اصلی وی دختر اوکیتا نائوایه و فرزندخوانده تویوتومی هیده‌یوشی بود.

## نبرد سکیگاهارا
در وهله نخست در ماه ژوئن سال ۱۶۰۰ هیروایه برای پیوستن به ارتش توکوگاوا ایه‌یاسو در حمله به آیزو به هدف فرونشاندن شورش اوئه‌سوگی کاگه‌کاتسو همراه با لشکرش اعزام شد اما در این هنگام ناگهان ایشیدا میتسوناری شروع به جمع‌آوری لشکر برای حمله به توکوگاوا کرد و رهبر خاندان موری، موری تروموتو را نیز به رهبری سپاه خود یا همان سپاه غربی منصوب کرد در نتیجه هیروایه نیز که عضوی از خاندان موری بود نیز به ناچار عضوی از سپاه غربی شد اما هیروایه پس از مدتی متوجه شد که سپاه غربی شانسی برای برد ندارد. او از طریق دوست نزدیک خود، کورودا ناگاماسا، یکی از فرماندهان سپاه شرقی، با ایه‌یاسو تماس پنهانی برقرار کرد و در ازای آن از ایه‌یاسو قول گرفت که خاندان موری بعد از نبرد برقرار بماند. ناگاماسا کورودا همچنین با کوبایاکاوا هیده‌آکی نیز تماس مخفیانه داشت.

### نقش هیروایه در شکست سپاه غربی
کیکاوا هیروایه در حالی که در حاشیه میدان جنگ شاهد این بود که صف ارتش شرقی در یک موقعیت ضعیف قرار گرفته باز مانع اقدامات ارتش غربی برای حمله به آنان شد.
در ارتفاعات (تپه نانگو) پشت ایه‌یاسو، حدود ۲۹۰۰۰ نیروی غربی مستقر بودند، و ایه‌یاسو همیشه مجبور بود به گونه ای بجنگد که مواظب تهدید این نیروها نیز باشد. کیکاوا هیروایه یکی از افرادی بود که این موقعیت عالی را حفظ کرده و برای حمله به ایه‌یاسو از آن استفاده نکرد.
کیکاوا هیروایه شاهد جنگیدن ارتش شرقی بود، اما در این فرصت ارتش را به حرکت در نیاورد و حرکت بقیه ارتش غربی را در ارتفاعات را کاملاً مسدود کرد.
در میانه نبرد، ایشیدا میتسوناری به‌طور مکرر پیام رسان‌ها را می‌فرستاد تا هیروایه را به جنگیدن ترغیب کند، اما نتیجه ای نداشت.
این عملکرد منجر به پیشرفت بیشتر سپاه اصلی ایه‌یاسو شد و سرانجام کوبایاکاوا هیده‌آکی، که فکر می‌کرد ارتش شرقی در موقعیت برتر قرار گرفته، تصمیم به خیانت گرفت.
علاوه بر این، هیروایه همچنین خرابکاری آشکار دیگری را نیز علیه ارتش غربی انجام داد، مانند نگه داشتن موری تروموتو، که فرمانده کل ارتش غربی بود، در قلعه اوساکا و عدم اعزام او به نبرد سکیگاهارا.
کار هیروایه را می‌توان در سه مورد زیر خلاصه کرد.
1. فرمانده کل ارتش غربی، تروموتو موری و ارتش وی در قلعه اوساکا باقی ماندند و به سکیگاهارا اعزام نشدند.
2. در سکیگاهارا، راه ۲۹٬۰۰۰ سربازان ارتش غربی را که پشت سر ایه‌یاسو قرار داشتند را مسدود کرد و ارتش شرقی را به دست بالا برد.
3. با ایجاد موقعیتی که ارتش شرقی در آن مسلط و برتر باشد، موجبات آغاز خیانت کوبایاکاوا هیده‌آکی به سپاه غربی را به وجود آورد.

به دلیل اقدامات هیروایه، ارتش موری تروموتو، که گفته می‌شود ارتش غربی بیشترین اعتماد را به آن داشت، با ۳۰۰۰۰ سرباز به نبرد سرنوشت ساز نرسید و موری هیده‌موتو، پسر تروموتو (با ۱۶۰۰۰ سرباز)، که اگرچه پشت سر ایه‌یاسو در موقعیت کاملی قرار داشت، اما راهش توسط هیروایه سد شد و جلوی پیشرفت و حرکت او را گرفته شد.
این مجموعه عاملی شد که بر تصمیم به خیانت کوبایاکاوا هیده‌آکی با ۱۶۰۰۰ سرباز تأثیر گذاشت.